# Sel (Island)

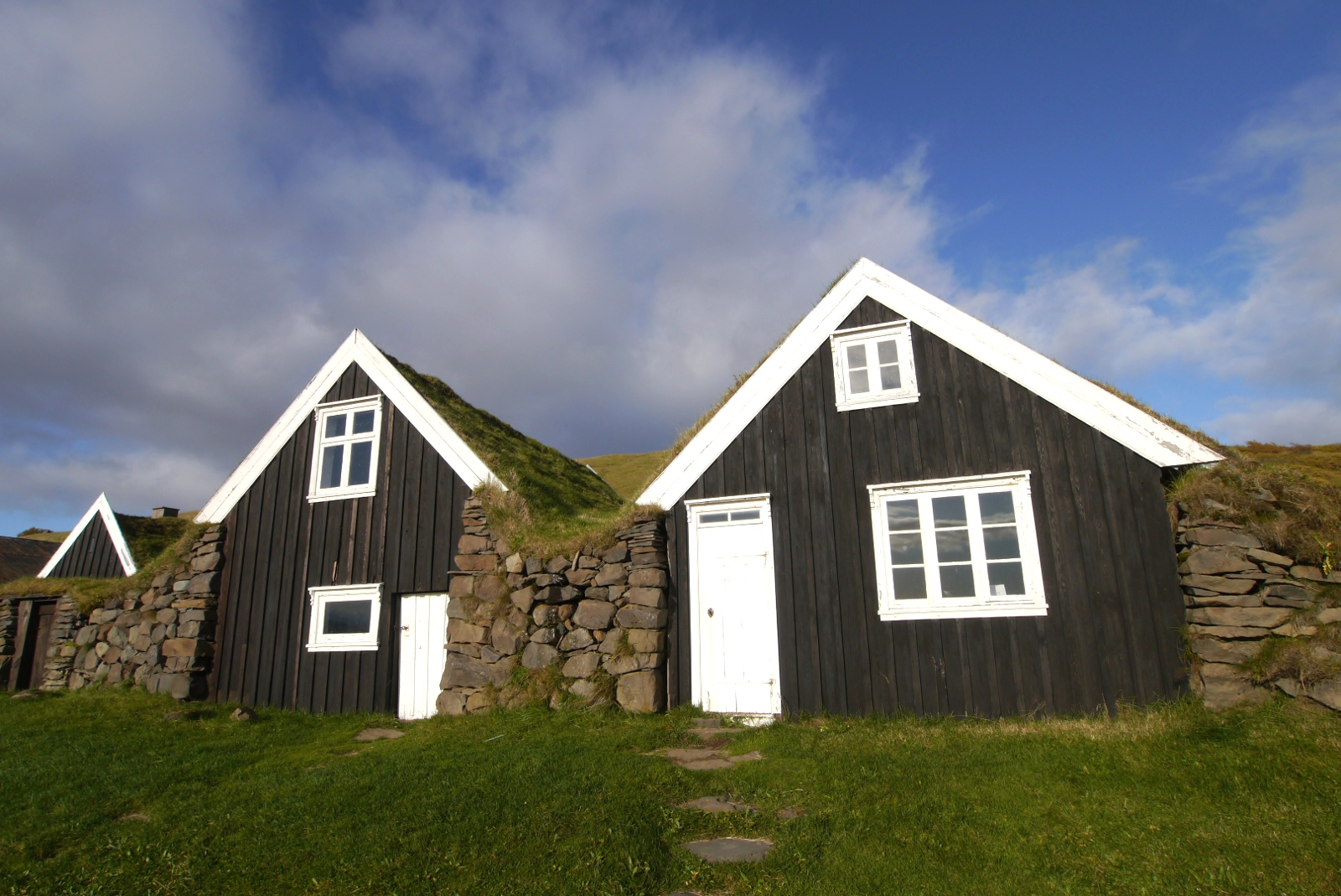
Sel

Der Museumshof Sel (Hütte) liegt im Skaftafell-Nationalpark im Südosten von Island.
In dem Gebiet gibt es noch drei Höfe. Bölti am Berghang oberhalb des Campingplatzes bietet Übernachtungsmöglichkeiten. Wenn man dem Weg folgt, liegen an der rechten Seite die drei kleinen Giebel des Torfhofes Sel. Die Gebäude stammen aus dem Jahr 1912 und waren bis 1946 bewohnt. Zu sehen sind dort nur die kargen Häuser mit niedrigen Räumen. Unter der Baðstófa (Schlaf-)Stube ist der Stall. So wird die Wärme des Viehs noch genutzt. Eine Heizung gab es nicht. Südlich des Weges sind Schuppen zum Baustil der Häuser rekonstruiert worden. Sel wird jetzt vom Nationalmuseum betreut. Am Ende des Weges liegt der noch bewohnte Hof Hæðir.
Þórður Tómasson, der Gründer des Skógar-Museums, beschrieb 1980 in seinem isländischen Buch Skaftafell - Þættir úr sögu ættarseturs og atvinnuþátta das frühere Leben in diesem Gebiet.
Wenige Außenaufnahmen für den Film Atomstation nach Halldór Laxness wurden hier 1984 aufgenommen.

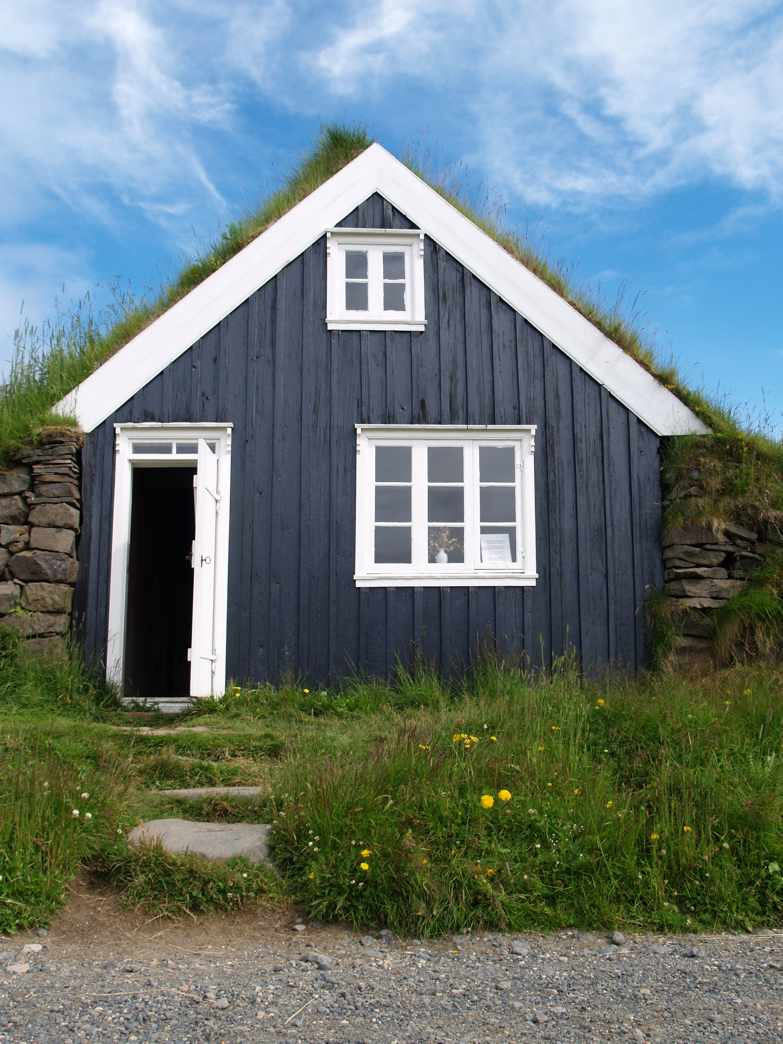
Eingang Sel